# Царенко Олекса Якович
Оле́кса Я́кович Царе́нко (? — 21 січня 1920) — командир полку Дієвої армії УНР.

## З біографії
Народився у селі Скопці Переяславського повіту  Полтавської губернії. Останнє звання у російській армії — поручик.
29 травня 1919 р. у складі 30-го кінного Українського полку влився до складу Окремого кінного дивізіону Дієвої армії УНР (з 9 липня 1919 р. — 2-й кінний полк імені Максима Залізняка, з середини вересня 1919 р. — 2-й кінний Переяславський полк).
Командував 1-ю сотнею 2-го кінного Переяславського полку Дієвої армії УНР. 11 грудня 1919 р. після переходу частини складу полку до  Української Галицької армії, яка перебувала у складі білогвардійських військ, очолив частину полку, яка залишилася в Дієвій армії УНР.
29 січня 1920 р. полк було перейменовано на 2-й кінний полк імені Максима Залізняка Дієвої армії УНР.
Помер від епідемічного висипного тифу у селі Богодарівці, похований у місті Хмілевому Єлисаветградського повіту Херсонської губернії.